# Huichol
Les Huichol, aussi appelés Wixárikas, Wixáricas ou Wixáritari, sont un peuple indigène vivant dans la Sierra Madre occidentale au centre-ouest du Mexique, principalement dans les états de Jalisco, Nayarit, Zacatecas et Durango.

## Langue
Les huichols parlent le huichol, une langue de la famille uto-aztèque, le vixaritari vaniuki ou wixárika. Ils se dénomment eux-mêmes les wixárica, ce qui signifie « les fils de dieux » dans cette langue. En outre, ils ont reçu des influences mésoaméricaines , ce qui se reflète dans le fait que Huichol présente des caractéristiques typiques de l'aire linguistique mésoaméricaine[réf. nécessaire].

## Localisation
La région wixarika s'assoit sur l'échine de la Sierra Madre occidentale, dans l'État de Jalisco. Elle est divisée en cinq grandes communautés. Chacune est autonome avec ses propres autorités civiles — le totohuani est un gouverneur nommé chaque année — et religieuses — les maraakates, ou maraakames sont des prêtres ou des chanteurs chargés de maintenir les traditions.

## Traditions

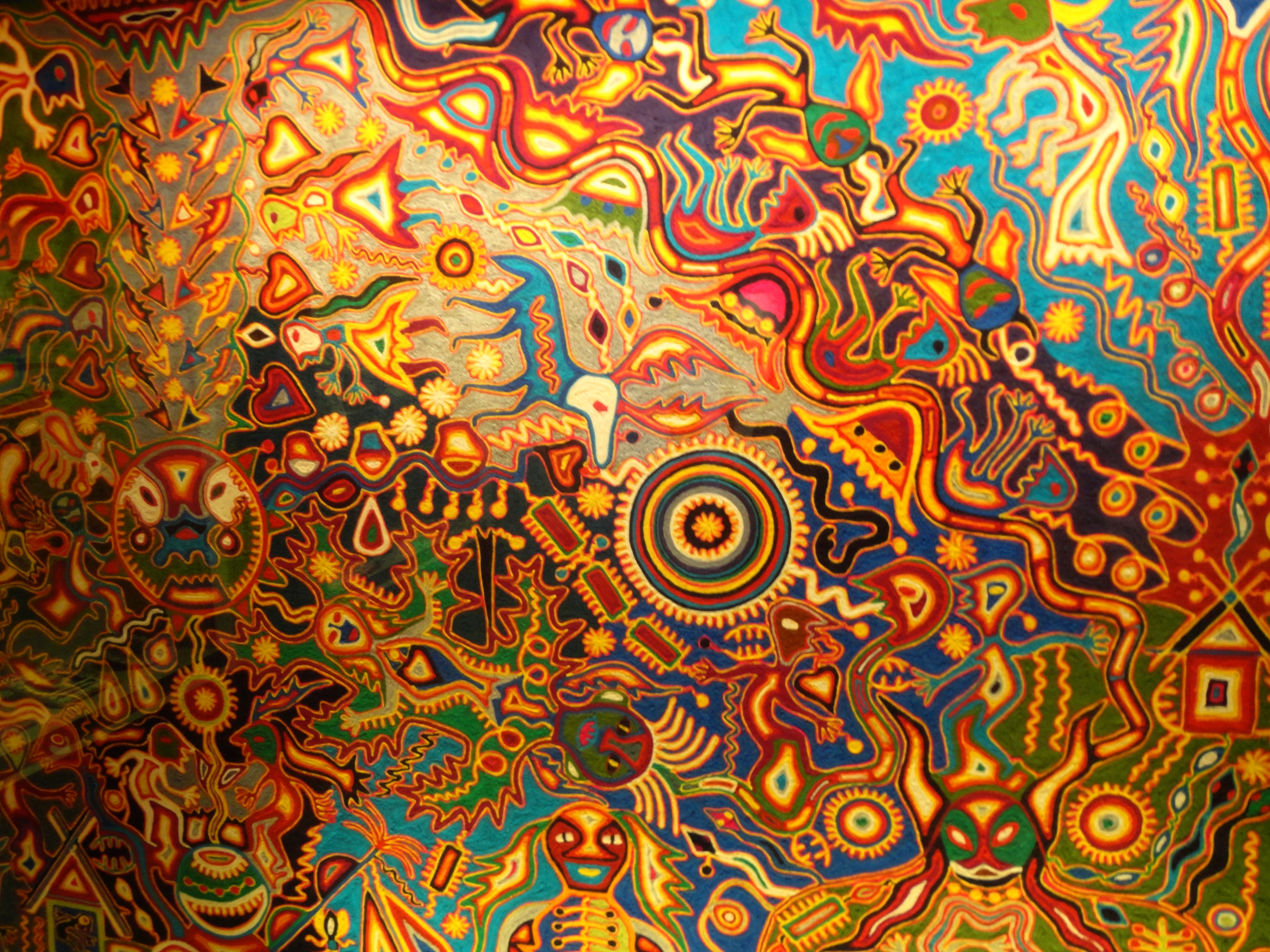
Un tableau de laine huichol coloré.

Dans la Sierra Madre, les Huicholes, derniers adorateurs du peyotl, cactus hallucinogène et enthéogène, ont gardé certaines traditions qui ne sont pas sans évoquer la société du temps des Aztèques.
Le site de Wirikuta est l'endroit où le monde est né, selon la mythologie huichole. Ce lieu pour les tribus huicholes est sacré, et fait l'objet d'un pèlerinage. Chaque année, ils accomplissent 500 km afin de récolter le peyotl qui permet de « communiquer avec les dieux »,.

## Système de numération

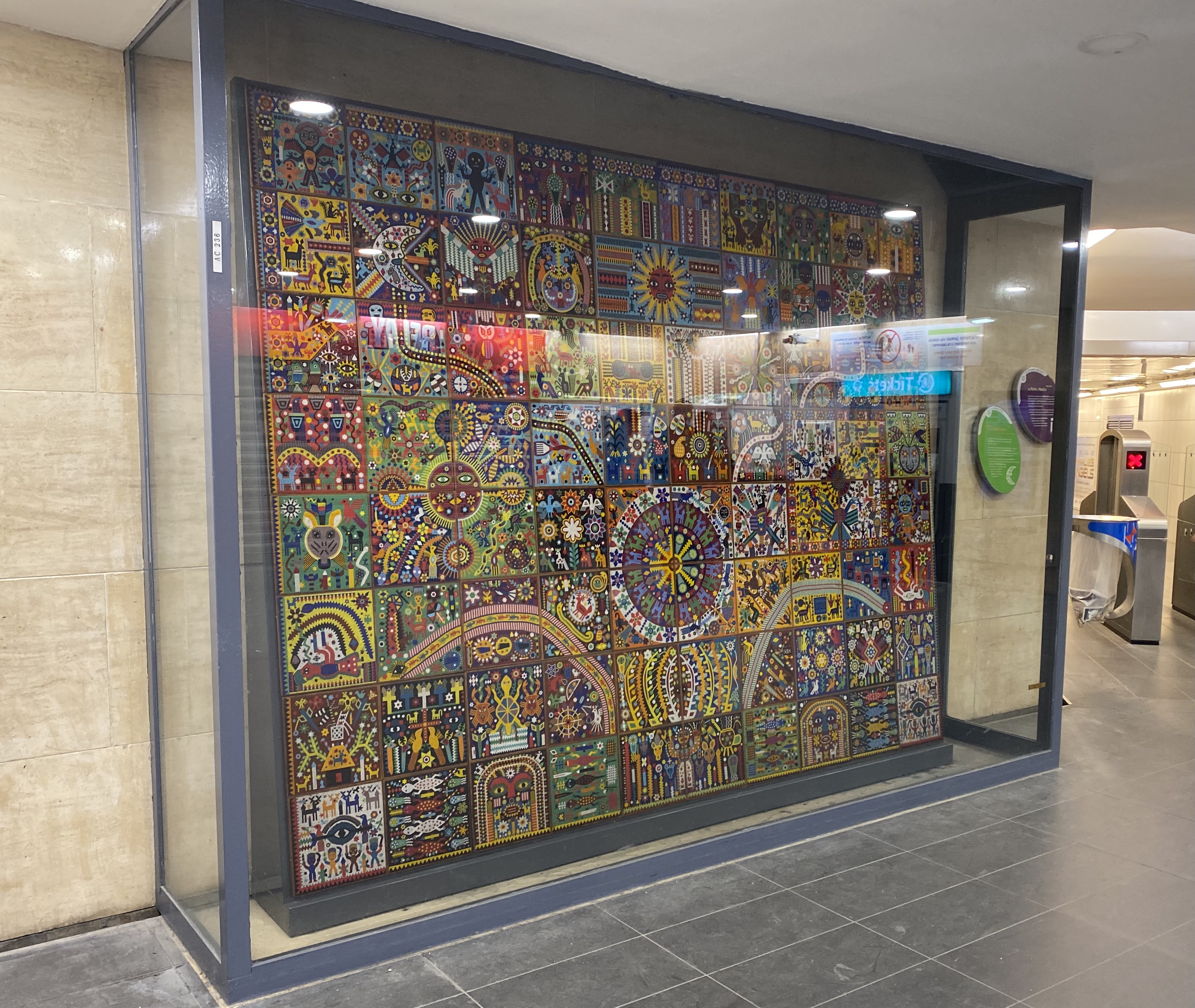
La Pensée et l'Âme huicholes de Santos de la Torre Santiago. C'est une œuvre huichol installé dans le métro de Paris.

Le système de numération huichol est  système vicésimal à sous-base quinaire.